# Sunita Biharie
Sunita Biharie (Rotterdam, 23 juli 1980) is een Nederlands activist en politicus. Sinds 2022 is ze wethouder in de gemeente Apeldoorn. Biharie is lid van de Socialistische Partij (SP).

## Loopbaan

### Jeugd, opleiding, werk
Biharie heeft een Surinaams-Hindoestaanse achtergrond. Vanwege problemen thuis kwam ze op driejarige leeftijd in een kindertehuis. Later werd ze ondergebracht in een pleeggezin. Vanaf haar dertiende woonde ze in verschillende internaten en instellingen. Ze volgde de MBO-opleiding SPW woonbegeleiding, die ze in 2003 afrondde. Daarna was ze werkzaam als jeugdhulpverlener. Als activist zette ze zich in voor betere jeugdzorg, tegen kindermishandeling, tegen racisme, voor vrouwenrechten en tegen vrouwenonderdrukking in de Hindoestaanse gemeenschap. Ze schreef opiniestukken voor verschillende websites, waaronder Joop.nl.

### Politieke loopbaan
Hoewel al eerder lid van de SP, was Biharie in 2010 namens de Partij van de Arbeid kandidaat bij de gemeenteraadsverkiezingen in Apeldoorn. Ze was enige tijd fractiemedewerker voor deze partij alvorens ze terugkeerde naar de SP. Van 2014 tot 2018 was Biharie bestuurslid en later voorzitter van de SP-afdeling Apeldoorn. In 2018 werd ze namens haar partij lijsttrekker bij de gemeenteraadsverkiezingen in Apeldoorn. De SP kwam in de raad met twee zetels. In 2019 werd ze gekozen in het landelijk partijbestuur van de SP.
Vanaf oktober 2020 was Biharie ruim een half jaar fractiemedewerker Sociale Zaken bij de SP in de Tweede Kamer, ter voorbereiding op een eventueel Kamerlidmaatschap. Bij de Tweede Kamerverkiezingen 2021 stond ze op een verkiesbare elfde plaats op de kandidatenlijst van de SP, maar omdat de partij terugging van 14 naar 9 zetels kwam ze niet in het parlement. Na deze verkiezingen nam ze afscheid als fractiemedewerker en keerde ze terug naar een baan in de jeugdzorg.
Bij de gemeenteraadsverkiezingen van 2022 was Sunita Biharie wederom lijsttrekker namens de SP in Apeldoorn. Haar partij behield twee zetels en vormde na de verkiezingen samen met VVD, Lokaal Apeldoorn, GroenLinks en SGP het nieuwe college. Biharie werd wethouder op het thema Werk & Inkomen, Welzijn en Sport, met daarin onder meer de beleidsterreinen jongerenwerk, armoedebestrijding en asiel.

## Politieke stellingnames
In januari 2018 initieerde ze samen met Meera Nankoe, Stella Bergsma en Miryanna van Reeden de twitteractie #genoeg, tegen onderdrukking van en geweld tegen vrouwen. Biharie stelde daarbij vooral het leed van vrouwen uit de Surinaams-Hindoestaanse cultuur aan de kaak. Deze onderdrukking is volgens haar door de gesloten gemeenschap en een zwijgcultuur onvoldoende zichtbaar.
Biharie kwam onder vuur te liggen toen ze in februari 2019 op sociale media een artikel deelde van haar partijgenoot Ronald van Raak, dat hij gepubliceerd had op het blog ThePostOnline. Van Raak bekritiseerde de politieke partijen DENK en BIJ1, die volgens hem discriminatie bestrijden door zelf te discrimineren en mensen uit te sluiten. Biharie deelde dit artikel met de opmerking ‘Mensen kunnen dit vervelend vinden, maar hij heeft 100 procent gelijk’. Ze werd daarop belaagd door aanhangers van deze partijen, waarbij ze onder andere werd uitgemaakt voor 'huisslaaf' die buigt voor haar 'witte' meesters. Dat Biharie zich vervolgens door journalist Wierd Duk in De Telegraaf liet interviewen, was volgens haar critici bewijs dat ze niet deugde.
Ze heeft zich in interviews en opiniestukken uitgesproken tegen identiteitspolitiek, omdat dit volgens haar mensen niet verbindt maar juist verdeelt en daarmee niet helpt in bijvoorbeeld de gezamenlijke strijd tegen racisme en discriminatie.

## Privéleven
Sunita Biharie woont samen en heeft twee kinderen.
- Parlement.com: vlcvapi9mgzk